# Swaenswijkbrug
De Swaenswijkbrug is een ophaalbrug voor voetgangers en fietsers (hulpdiensten en ander uitzonderlijk verkeer mogen ook gebruik maken van deze brug) in de Swaenswijkplaats te Alphen aan den Rijn. Het is een van de bruggen die in de plaats de Oude Rijn (Vaarwegklasse CEMT IV) overspannen. De andere zijn de Steekterbrug, Alphense Brug, Koningin Julianabrug, Dr. Albert Schweitzerbrug en de Koningin Máximabrug. De brug is in 1996 in gebruik genomen en wordt bediend vanuit Brugbedieningscentrum Steekterpoort.

## Afbeeldingen

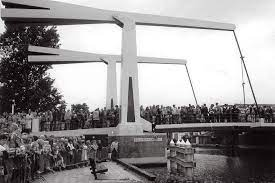
Opening Swaenswijkbrug 1996.
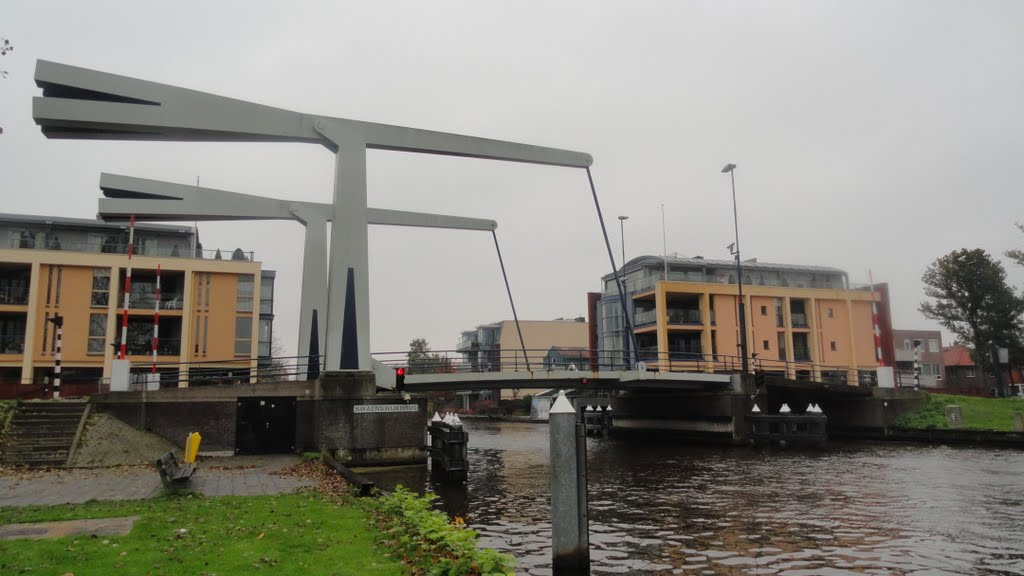
Swaenswijkbrug oude stijl.